# Comastoma nanum
Comastoma nanum là một loài thực vật có hoa trong họ Long đởm. Loài này được (Wulfen) Toyok. mô tả khoa học đầu tiên năm 1961.